# جوناثان بلو
جوناثان بلو (بالإنجليزية: Jonathan Blow)‏ هو مصمم و مبرمج يعمل بشكل أساسي على ألعاب الفيديو. درس علوم الحاسب في جامعة كاليفورنيا، بركلي لكنه ترك الجامعة قبل فصل دراسي من تخرجه في 1993. من ألعابه بريد التي صدرت في 2008 و‌الشاهد التي ستصدر في 2016. ظهر جوناثان بلو في الوثائقي لعبة مستقلة: الفيلم يناقش آرائه عن دور الألعاب المستقلة ونجاح لعبته بريد.

## ألعابه
- بريد
- الشاهد